# Saulvaux
Saulvaux település Franciaországban, Meuse megyében. Lakosainak száma 113 fő (2022. január 1.). Saulvaux Boviolles, Chonville-Malaumont, Commercy, Méligny-le-Grand, Méligny-le-Petit, Ménil-la-Horgne, Chanteraine és Saint-Aubin-sur-Aire községekkel határos.

## Népesség
A település népessége az elmúlt években az alábbi módon változott:
| Lakosok száma | 70   | 108  | 126  | 136  | 114  | 116  | 115  | 116  | 116  | 113  |
|               | 1968 | 1982 | 1990 | 2006 | 2013 | 2015 | 2017 | 2019 | 2020 | 2022 |